# Llista de topònims de Sant Llorenç Savall
Llista de topònims (noms propis de lloc) del municipi de Sant Llorenç Savall, al Vallès Occidental
Informació actualitzada per un bot. Els canvis manuals es perdran quan s'actualitzi!

## arbre singular
| imatge | Nom                                | Ubicat a                              | instància de   | Detalls                                                | coordenades | Protecció        | Commons (més fotos)                | Dades a WD                    |
| ------ | ---------------------------------- | ------------------------------------- | -------------- | ------------------------------------------------------ | --- | ---------------- | ---------------------------------- | ----------------------------- |
|        | Pinassa del Dalmau                 | Sant Llorenç Savall                   | arbre singular | Taxon: Pinus nigra (Pinus nigra)                       | 41° 39′ 24″ N, 2° 01′ 50″ E / 41.65678°N,2.030526°E                                                                                |                  |                                    | Modifica les dades a Wikidata |
|        | Til·ler del Molí de la Roca        | Sant Llorenç Savall                   | arbre singular | Taxon: Tell de fulla grossa (Tilia platyphyllos Scop.) | 41° 40′ 13″ N, 2° 02′ 43″ E / 41.670351°N,2.045254°E                                                                               |                  |                                    | Modifica les dades a Wikidata |
|        | alzina de la Serra                 | Vallès Occidental Sant Llorenç Savall | arbre singular | Taxon: alzina (Quercus ilex)                           | 41° 40′ 56″ N, 2° 05′ 01″ E / 41.682353°N,2.083489°E                                                                               |                  |                                    | Modifica les dades a Wikidata |
|        | pi de les Quatre Besses del Dalmau | Sant Llorenç Savall                   | arbre singular | Taxon: pi pinyer (Pinus pinea) Alt: 28m Perímetre: 4m  | 41° 39′ 27″ N, 2° 02′ 22″ E / 41.65755°N,2.03947°E ca:Passada la cruïlla de quatre camins, camí del Daví, per un corriol. 475 msnm | arbre monumental | Pi de les Quatre Besses del Dalmau | Modifica les dades a Wikidata |

## carrer
| imatge | Nom                          | Ubicat a            | instància de | Detalls                                  | coordenades | Protecció                   | Commons (més fotos)                                | Dades a WD                    |
| ------ | ---------------------------- | ------------------- | ------------ | ---------------------------------------- | --- | --------------------------- | -------------------------------------------------- | ----------------------------- |
|        | Carrer Nou                   | Sant Llorenç Savall | carrer       | Estil: arquitectura popular              | 41° 40′ 47″ N, 2° 03′ 26″ E / 41.679664°N,2.05734°E ca:Carrer entre la plaça major i el Marquet de l'Era                        | bé cultural d'interès local |                                                    | Modifica les dades a Wikidata |
|        | Carrer Rectoria              | Sant Llorenç Savall | carrer       | Estil: arquitectura popular              | 41° 40′ 43″ N, 2° 03′ 27″ E / 41.67873°N,2.05763°E                                                                              | bé cultural d'interès local |                                                    | Modifica les dades a Wikidata |
|        | Conjunt del carrer Barcelona | Sant Llorenç Savall | carrer       | Estil: arquitectura popular 17th century | 41° 40′ 41″ N, 2° 03′ 32″ E / 41.678181°N,2.058791°E ca:C. Barcelona                                                            | bé cultural d'interès local | Conjunt del carrer Barcelona (Sant Llorenç Savall) | Modifica les dades a Wikidata |
|        | carrer de Vic                | Sant Llorenç Savall | carrer       | Estil: arquitectura popular              | 41° 40′ 44″ N, 2° 03′ 32″ E / 41.678776°N,2.058866°E                                                                            | bé cultural d'interès local |                                                    | Modifica les dades a Wikidata |
|        | carrer del Bisbe Solà        | Sant Llorenç Savall | carrer       | Estil: arquitectura popular              | 41° 40′ 39″ N, 2° 03′ 33″ E / 41.677472°N,2.059138°E ca:Carrer al sector sud del poble, de l'Agell a tocar el torrent del Burc. | bé cultural d'interès local |                                                    | Modifica les dades a Wikidata |
|        | carrer del Raval             | Sant Llorenç Savall | carrer       | Estil: arquitectura popular              | 41° 40′ 50″ N, 2° 03′ 29″ E / 41.680452°N,2.057917°E ca:Carrer al sector nord del poble, davant el mas del Marquet de l'Era.    | bé cultural d'interès local |                                                    | Modifica les dades a Wikidata |

## casa
| imatge | Nom                                            | Ubicat a            | instància de | Detalls                                  | coordenades                                                                          | Protecció                                  | Commons (més fotos) | Dades a WD                    |
| ------ | ---------------------------------------------- | ------------------- | ------------ | ---------------------------------------- | ------------------------------------------------------------------------------------ | ------------------------------------------ | ------------------- | ----------------------------- |
|        | Cal Berbis                                     | Sant Llorenç Savall | casa         | Estil: arquitectura modernista 1910      | 41° 40′ 42″ N, 2° 03′ 28″ E / 41.678208°N,2.057757°E ca:Avinguda Catalunya, 58       | bé integrant del patrimoni cultural català |                     | Modifica les dades a Wikidata |
|        | Cal Blasi                                      | Sant Llorenç Savall | casa         | Estil: noucentisme                       | 41° 40′ 43″ N, 2° 03′ 28″ E / 41.678478°N,2.057729°E                                 | bé cultural d'interès local                |                     | Modifica les dades a Wikidata |
|        | Cal Ferrer del Mig                             | Sant Llorenç Savall | casa         | Estil: arquitectura popular 17th century | 41° 40′ 40″ N, 2° 03′ 31″ E / 41.677783°N,2.058665°E ca:C/ Barcelona 30              | bé integrant del patrimoni cultural català |                     | Modifica les dades a Wikidata |
|        | Cal Marquet de l'Era                           | Sant Llorenç Savall | casa         | Estil: barroc                            | 41° 40′ 50″ N, 2° 03′ 27″ E / 41.680477°N,2.05758°E                                  | bé cultural d'interès local                |                     | Modifica les dades a Wikidata |
|        | Cal Maurici                                    | Sant Llorenç Savall | casa         | Estil: arquitectura modernista 1910      | 41° 40′ 41″ N, 2° 03′ 28″ E / 41.678171°N,2.05765°E ca:Avinguda Catalunya, 56        | bé integrant del patrimoni cultural català |                     | Modifica les dades a Wikidata |
|        | Cal Però                                       | Sant Llorenç Savall | casa         | Estil: arquitectura popular              | 41° 40′ 38″ N, 2° 03′ 30″ E / 41.677258°N,2.058324°E                                 | bé cultural d'interès local                |                     | Modifica les dades a Wikidata |
|        | Casal al carrer Nou, 33                        | Sant Llorenç Savall | casa         | Estil: arquitectura popular              | 41° 40′ 47″ N, 2° 03′ 27″ E / 41.679763°N,2.057386°E                                 | bé cultural d'interès local                |                     | Modifica les dades a Wikidata |
|        | Casal al carrer Ripoll, 17                     | Sant Llorenç Savall | casa         | Estil: arquitectura popular              |                                                                                      | bé integrant del patrimoni cultural català |                     | Modifica les dades a Wikidata |
|        | casa Albergès                                  | Sant Llorenç Savall | casa         | Estil: noucentisme                       | 41° 40′ 40″ N, 2° 03′ 29″ E / 41.677741944444°N,2.0580280555556°E ca:Carrer Ripoll 2 | bé cultural d'interès local                |                     | Modifica les dades a Wikidata |
|        | habitatge a la carretera Prats de Lluçanès, 80 | Sant Llorenç Savall | casa         | Estil: arquitectura popular              | 41° 40′ 55″ N, 2° 03′ 19″ E / 41.681962°N,2.055324°E                                 | bé cultural d'interès local                |                     | Modifica les dades a Wikidata |
|        | habitatge a la carretera de Sabadell a Prats   | Sant Llorenç Savall | casa         | Estil: arquitectura popular              | 41° 40′ 37″ N, 2° 03′ 26″ E / 41.676978°N,2.057115°E                                 | bé cultural d'interès local                |                     | Modifica les dades a Wikidata |

## castell
| imatge | Nom                | Ubicat a            | instància de | Detalls                      | coordenades                                                             | Protecció                                            | Commons (més fotos) | Dades a WD                    |
| ------ | ------------------ | ------------------- | ------------ | ---------------------------- | ----------------------------------------------------------------------- | ---------------------------------------------------- | ------------------- | ----------------------------- |
|        | Casal de Vallverd  | Sant Llorenç Savall | castell      | Estil: arquitectura romànica | 41° 40′ 15″ N, 2° 04′ 55″ E / 41.670876°N,2.081885°E                    | bé d'interès cultural bé cultural d'interès nacional |                     | Modifica les dades a Wikidata |
|        | Castell de Pera    | Sant Llorenç Savall | castell      | Estil: arquitectura romànica | 41° 41′ 26″ N, 2° 01′ 43″ E / 41.690459°N,2.028741°E ca:Coll d'Agramunt | bé d'interès cultural bé cultural d'interès nacional | Castell de Pera     | Modifica les dades a Wikidata |
|        | Castell de Rocamur | Sant Llorenç Savall | castell      | Estil: arquitectura romànica | 41° 40′ 07″ N, 2° 01′ 29″ E / 41.668555°N,2.024654°E                    | bé d'interès cultural bé cultural d'interès nacional | Castell de Rocamur  | Modifica les dades a Wikidata |
|        | Castell de la Roca | Sant Llorenç Savall | castell      | Estil: arquitectura romànica | 41° 40′ 08″ N, 2° 02′ 55″ E / 41.66897°N,2.048669°E                     | bé d'interès cultural bé cultural d'interès nacional | Torrota de la Roca  | Modifica les dades a Wikidata |

## collada
| imatge | Nom         | Ubicat a                 | instància de | Detalls | coordenades                                                   | Protecció | Commons (més fotos) | Dades a WD                    |
| ------ | ----------- | ------------------------ | ------------ | ------- | ------------------------------------------------------------- | --------- | ------------------- | ----------------------------- |
|        | Coll d'Eres | Mura Sant Llorenç Savall | collada      |         | 41° 40′ 14″ N, 2° 00′ 27″ E / 41.670556°N,2.0075°E 942.5 msnm |           | Coll d'Eres         | Modifica les dades a Wikidata |
|        | coll d'Eres | Mura Sant Llorenç Savall | collada      |         | 41° 40′ 14″ N, 2° 00′ 27″ E / 41.670555555556°N,2.0075°E      |           |                     | Modifica les dades a Wikidata |

## cova
| imatge | Nom                         | Ubicat a            | instància de | Detalls                     | coordenades | Protecció | Commons (més fotos) | Dades a WD                    |
| ------ | --------------------------- | ------------------- | ------------ | --------------------------- | --- | --------- | ------------------- | ----------------------------- |
|        | Cau dels Emboscats          | Sant Llorenç Savall | cova         | Llarg: 35m Profunditat: 12m | 41° 40′ 56″ N, 2° 00′ 43″ E / 41.68231388888889°N,2.0118305555555556°E ca:Cova oberta o balma a llevant en un penyal de la carena dels Emprius, vora el Queixal Corcat. 845 msnm |           | Cau dels Emboscats  | Modifica les dades a Wikidata |
|        | Cova Gran de les Fogueroses | Sant Llorenç Savall | cova         | Llarg: 120m                 | 41° 40′ 09″ N, 2° 00′ 51″ E / 41.66916666666667°N,2.0141666666666667°E ca:Cova amb tres boques d'entrada situada al sector de les Fogueroses. Les boques es coneixen com "boca A", "boca B" o "Gruta Verda" i "boca C". Està documentada per primera vegada després de la descoberta feta el 2 de juliol del 1972 per Jaume Rovira i Josep Graells, membres de l'Espeleo Club Sabadell de la Unió Excursionista Sabadell. No obstant això, sembla que ja era coneguda cap a la dècada del 1960 i que probablement va servir de refugi durant la Guerra Civil espanyola. 902 msnm |           |                     | Modifica les dades a Wikidata |
|        | Cova Simanya                | Sant Llorenç Savall | cova         | Llarg: 372m                 | 41° 40′ 27″ N, 2° 00′ 33″ E / 41.67411666666667°N,2.009086111111111°E 885 msnm |           | Cova Simanya        | Modifica les dades a Wikidata |
|        | cova de l'Àngel             | Sant Llorenç Savall | cova         |                             | 41° 40′ 22″ N, 2° 00′ 27″ E / 41.6728236433883°N,2.00753219259127°E |           |                     | Modifica les dades a Wikidata |

## creu de terme
| imatge | Nom                                  | Ubicat a            | instància de  | Detalls                     | coordenades                                                            | Protecció                      | Commons (més fotos) | Dades a WD                    |
| ------ | ------------------------------------ | ------------------- | ------------- | --------------------------- | ---------------------------------------------------------------------- | ------------------------------ | ------------------- | ----------------------------- |
|        | creu de Ricó                         | Sant Llorenç Savall | creu de terme |                             | 41° 40′ 33″ N, 2° 02′ 57″ E / 41.67582435013565°N,2.0492935960608287°E |                                |                     | Modifica les dades a Wikidata |
|        | creu de terme de Sant Llorenç Savall | Sant Llorenç Savall | creu de terme | Estil: arquitectura popular | 41° 40′ 38″ N, 2° 03′ 36″ E / 41.677319°N,2.0601°E                     | bé cultural d'interès nacional |                     | Modifica les dades a Wikidata |

## curs d'aigua
| imatge | Nom                        | Ubicat a                                 | instància de | Detalls                                      | coordenades | Protecció | Commons (més fotos) | Dades a WD                    |
| ------ | -------------------------- | ---------------------------------------- | ------------ | -------------------------------------------- | --- | --------- | ------------------- | ----------------------------- |
|        | Ripoll                     | Vallès Occidental                        | curs d'aigua | Desemboca: Besòs Llarg: 39.2km Conca: 243km² | 41° 29′ 15″ N, 2° 11′ 32″ E / 41.4875°N,2.1922222222222°E 41° 42′ 47″ N, 2° 01′ 58″ E / 41.713045°N,2.032685°E 55 msnm |           | Ripoll River        | Modifica les dades a Wikidata |
|        | riera de Mascarell         | Sant Llorenç Savall                      | curs d'aigua | Desemboca: Ripoll Llarg: 3km                 | 41° 40′ 04″ N, 2° 05′ 15″ E / 41.667879°N,2.087418°E 41° 40′ 10″ N, 2° 03′ 27″ E / 41.669507°N,2.057532°E              |           |                     | Modifica les dades a Wikidata |
|        | torrent de la Sala         | Sant Llorenç Savall                      | curs d'aigua | Desemboca: Ripoll Llarg: 1.6km               | 41° 41′ 31″ N, 2° 01′ 45″ E / 41.691997°N,2.029173°E 41° 42′ 04″ N, 2° 02′ 29″ E / 41.701026°N,2.041423°E              |           |                     | Modifica les dades a Wikidata |
|        | torrent de la Vall d'Horta | Sant Llorenç Savall                      | curs d'aigua | Desemboca: Ripoll Llarg: 2.9km               | 41° 40′ 43″ N, 2° 01′ 37″ E / 41.67873°N,2.026958°E 41° 39′ 55″ N, 2° 03′ 06″ E / 41.665151°N,2.051636°E               |           |                     | Modifica les dades a Wikidata |
|        | torrent del Borrell        | Sant Llorenç Savall Castellar del Vallès | curs d'aigua | Desemboca: Ripoll                            | 41° 39′ 58″ N, 2° 01′ 41″ E / 41.666182°N,2.028068°E 41° 38′ 48″ N, 2° 03′ 20″ E / 41.646725°N,2.055608°E              |           |                     | Modifica les dades a Wikidata |
|        | torrent del Burc           | Sant Llorenç Savall                      | curs d'aigua | Desemboca: Ripoll Llarg: 4km                 | 41° 41′ 10″ N, 2° 05′ 42″ E / 41.686003°N,2.095026°E 41° 40′ 31″ N, 2° 03′ 28″ E / 41.675242°N,2.057785°E              |           |                     | Modifica les dades a Wikidata |

## edifici
| imatge | Nom                      | Ubicat a            | instància de | Detalls                     | coordenades | Protecció                                  | Commons (més fotos) | Dades a WD                    |
| ------ | ------------------------ | ------------------- | ------------ | --------------------------- | --- | ------------------------------------------ | ------------------- | ----------------------------- |
|        | Bòbila de la Roca        | Sant Llorenç Savall | edifici      | Estil: arquitectura popular | | bé integrant del patrimoni cultural català |                     | Modifica les dades a Wikidata |
|        | Escoles velles           | Sant Llorenç Savall | edifici      | Estil: noucentisme          | 41° 40′ 53″ N, 2° 03′ 25″ E / 41.681452°N,2.056869°E | bé cultural d'interès local                |                     | Modifica les dades a Wikidata |
|        | Forn de pega del Marquet | Sant Llorenç Savall | edifici      | Estil: arquitectura popular | 41° 40′ 35″ N, 2° 01′ 12″ E / 41.67641°N,2.02001°E ca:A poca distància de l'aparcament del Marquet, camí de Rocamur. Està indicat amb un cartell del Parc. | bé integrant del patrimoni cultural català |                     | Modifica les dades a Wikidata |

## església
| imatge | Nom                     | Ubicat a            | instància de | Detalls                      | coordenades                                                                                           | Protecció                   | Commons (més fotos)     | Dades a WD                    |
| ------ | ----------------------- | ------------------- | ------------ | ---------------------------- | --- | --------------------------- | ----------------------- | ----------------------------- |
|        | Sant Feliu de Vallcarca | Sant Llorenç Savall | església     | Estil: arquitectura romànica | 41° 42′ 07″ N, 2° 03′ 33″ E / 41.701944444444°N,2.0591666666667°E 660.8 msnm                          | bé cultural d'interès local | Sant Feliu de Vallcarca | Modifica les dades a Wikidata |
|        | Sant Jaume de Vallverd  | Sant Llorenç Savall | església     | Estil: arquitectura romànica | 41° 40′ 15″ N, 2° 04′ 55″ E / 41.670837°N,2.081842°E ca:Camí que surt del Mas de la Busqueta 580 msnm | bé cultural d'interès local | Sant Jaume de Vallverd  | Modifica les dades a Wikidata |
|        | Sant Llorenç            | Sant Llorenç Savall | església     |                              | 41° 40′ 43″ N, 2° 03′ 28″ E / 41.678632716294°N,2.0577706829731°E                                     |                             |                         | Modifica les dades a Wikidata |
|        | Sant Pere de Dalmau     | Sant Llorenç Savall | església     | Estil: arquitectura romànica | 41° 39′ 25″ N, 2° 01′ 56″ E / 41.657064°N,2.03222°E ca:El Dalmau 532 msnm                             | bé cultural d'interès local | Sant Pere de Dalmau     | Modifica les dades a Wikidata |

## font
| imatge | Nom           | Ubicat a            | instància de | Detalls | coordenades | Protecció | Commons (més fotos) | Dades a WD                    |
| ------ | ------------- | ------------------- | ------------ | ------- | --- | --------- | ------------------- | ----------------------------- |
|        | font Flàvia   | Sant Llorenç Savall | font         |         | 41° 39′ 28″ N, 2° 00′ 50″ E / 41.65788888888889°N,2.0138055555555554°E                                                                                                |           |                     | Modifica les dades a Wikidata |
|        | font del Llor | Sant Llorenç Savall | font         |         | 41° 40′ 34″ N, 2° 00′ 54″ E / 41.676236336546°N,2.0149465121544°E ca:Des del pont del Marquet de les Roques, seguint la canal de la font del Llor; està senyalitzada. |           |                     | Modifica les dades a Wikidata |

## granja
| imatge | Nom                   | Ubicat a            | instància de | Detalls | coordenades                                                         | Protecció | Commons (més fotos) | Dades a WD                    |
| ------ | --------------------- | ------------------- | ------------ | ------- | ------------------------------------------------------------------- | --------- | ------------------- | ----------------------------- |
|        | Granja de Vilaterçana | Sant Llorenç Savall | granja       |         | 41° 41′ 56″ N, 2° 03′ 11″ E / 41.6987697586036°N,2.05306617144154°E |           |                     | Modifica les dades a Wikidata |
|        | Granja de la Cometa   | Sant Llorenç Savall | granja       |         | 41° 40′ 46″ N, 2° 03′ 49″ E / 41.6794547517239°N,2.06357367379293°E |           |                     | Modifica les dades a Wikidata |
|        | Granja de la Roca     | Sant Llorenç Savall | granja       |         | 41° 40′ 10″ N, 2° 02′ 44″ E / 41.6693995916359°N,2.04565253545427°E |           |                     | Modifica les dades a Wikidata |
|        | Granja del Boada      | Sant Llorenç Savall | granja       |         | 41° 40′ 44″ N, 2° 04′ 06″ E / 41.6787733270433°N,2.06838927371374°E |           |                     | Modifica les dades a Wikidata |
|        | Granja del Gràcia     | Sant Llorenç Savall | granja       |         | 41° 40′ 38″ N, 2° 03′ 49″ E / 41.6773105481806°N,2.06350864656705°E |           |                     | Modifica les dades a Wikidata |

## indret
| imatge | Nom                    | Ubicat a                    | instància de | Detalls      | coordenades                                                           | Protecció | Commons (més fotos) | Dades a WD                    |
| ------ | ---------------------- | --------------------------- | ------------ | ------------ | --------------------------------------------------------------------- | --------- | ------------------- | ----------------------------- |
|        | Cinglera del Salamó    | Granera Sant Llorenç Savall | indret       | Llarg: 0.5km | 41° 42′ 36″ N, 2° 04′ 41″ E / 41.71°N,2.078°E                         |           |                     | Modifica les dades a Wikidata |
|        | Les Fogueroses         | Sant Llorenç Savall         | indret       |              | 41° 40′ 08″ N, 2° 00′ 50″ E / 41.66880555555556°N,2.014011111111111°E |           | Les Fogueroses      | Modifica les dades a Wikidata |
|        | Solell de Cal Mesquita | Sant Llorenç Savall         | indret       |              | 41° 42′ 40″ N, 2° 03′ 54″ E / 41.71118889°N,2.06501944°E              |           |                     | Modifica les dades a Wikidata |
|        | Vallcàrquera           | Sant Llorenç Savall         | indret       |              | 41° 42′ 14″ N, 2° 03′ 20″ E / 41.70396667°N,2.05545°E                 |           |                     | Modifica les dades a Wikidata |
|        | sot del Galí           | Sant Llorenç Savall         | indret       |              | 41° 42′ 47″ N, 2° 02′ 00″ E / 41.71317°N,2.03327°E                    |           |                     | Modifica les dades a Wikidata |
|        | vall d'Horta           | Sant Llorenç Savall         | indret       |              | 41° 40′ 29″ N, 2° 02′ 01″ E / 41.67483611111111°N,2.033672222222222°E |           |                     | Modifica les dades a Wikidata |

## masia
| imatge | Nom                          | Ubicat a            | instància de | Detalls                                                     | coordenades | Protecció                                  | Commons (més fotos)                | Dades a WD                    |
| ------ | ---------------------------- | ------------------- | ------------ | ----------------------------------------------------------- | --- | ------------------------------------------ | ---------------------------------- | ----------------------------- |
|        | Agramunt                     | Sant Llorenç Savall | masia        | Estil: arquitectura popular                                 | 41° 41′ 30″ N, 2° 01′ 27″ E / 41.691789°N,2.024141°E ca:Prop del Pujol de Rocamura, accés des del camí del Marquet de les Roques                                      | bé cultural d'interès local                |                                    | Modifica les dades a Wikidata |
|        | Ca n'Àngel                   | Sant Llorenç Savall | masia        |                                                             | 41° 40′ 48″ N, 2° 06′ 06″ E / 41.6800827705731°N,2.10162666992256°E                                                                                                   |                                            |                                    | Modifica les dades a Wikidata |
|        | Cal Panxot                   | Sant Llorenç Savall | masia        |                                                             | 41° 42′ 07″ N, 2° 03′ 38″ E / 41.7018975°N,2.06053333°E 591.7 msnm |                                            |                                    | Modifica les dades a Wikidata |
|        | Can Blanc                    | Sant Llorenç Savall | masia        |                                                             | 41° 42′ 18″ N, 2° 04′ 59″ E / 41.7049207325239°N,2.08295172944671°E                                                                                                   |                                            |                                    | Modifica les dades a Wikidata |
|        | Can Brossa                   | Sant Llorenç Savall | masia        | Estil: arquitectura popular 14th century                    | 41° 40′ 50″ N, 2° 01′ 33″ E / 41.68059°N,2.0258°E ca:A mig camí de la Vall d'Horta, al vessant oriental 525 msnm                                                      | bé cultural d'interès local                | Can Brossa (Sant Llorenç Savall)   | Modifica les dades a Wikidata |
|        | Can Cintet                   | Sant Llorenç Savall | masia        |                                                             | 41° 40′ 02″ N, 2° 06′ 40″ E / 41.6670968927621°N,2.11118871824436°E                                                                                                   |                                            |                                    | Modifica les dades a Wikidata |
|        | Can Comadrau                 | Sant Llorenç Savall | masia        | Estil: arquitectura popular                                 | 41° 40′ 18″ N, 2° 02′ 08″ E / 41.671539°N,2.035595°E 41° 40′ 18″ N, 2° 02′ 08″ E / 41.6716206789063°N,2.03550481424186°E                                              | bé cultural d'interès local                |                                    | Modifica les dades a Wikidata |
|        | Can Monner                   | Sant Llorenç Savall | masia        | Estil: arquitectura popular                                 | 41° 39′ 49″ N, 2° 05′ 32″ E / 41.663678°N,2.092178°E | bé cultural d'interès local                |                                    | Modifica les dades a Wikidata |
|        | Can Paretó                   | Sant Llorenç Savall | masia        | Estil: arquitectura popular                                 | 41° 40′ 36″ N, 2° 06′ 05″ E / 41.676757°N,2.101461°E | bé cultural d'interès local                |                                    | Modifica les dades a Wikidata |
|        | Can Romeu                    | Sant Llorenç Savall | masia        | Estil: arquitectura popular                                 | 41° 41′ 18″ N, 2° 01′ 09″ E / 41.688244°N,2.019232°E | bé cultural d'interès local                |                                    | Modifica les dades a Wikidata |
|        | Can Sallent                  | Sant Llorenç Savall | masia        | Estil: arquitectura popular                                 | 41° 40′ 24″ N, 2° 06′ 11″ E / 41.673392°N,2.103141°E ca:Per pista forestal des del Coll de les Forques                                                                | bé cultural d'interès local                |                                    | Modifica les dades a Wikidata |
|        | Can Salvi                    | Sant Llorenç Savall | masia        | Estil: arquitectura popular                                 | 41° 40′ 03″ N, 2° 06′ 46″ E / 41.66739°N,2.11268°E 691.2 msnm | bé cultural d'interès local                |                                    | Modifica les dades a Wikidata |
|        | Can Serra                    | Sant Llorenç Savall | masia        | Estil: arquitectura popular                                 | 41° 40′ 53″ N, 2° 04′ 52″ E / 41.681307°N,2.081213°E | bé cultural d'interès local                |                                    | Modifica les dades a Wikidata |
|        | Casalot de Collmonner        | Sant Llorenç Savall | masia        |                                                             | 41° 39′ 58″ N, 2° 05′ 37″ E / 41.6662113962768°N,2.09353127508026°E                                                                                                   |                                            |                                    | Modifica les dades a Wikidata |
|        | Casalot de Vallcàrquera      | Sant Llorenç Savall | masia        |                                                             | 41° 42′ 24″ N, 2° 04′ 16″ E / 41.70673056°N,2.07118333°E 665.8 msnm                                                                                                   |                                            |                                    | Modifica les dades a Wikidata |
|        | Genescà                      | Sant Llorenç Savall | masia        |                                                             | 41° 41′ 30″ N, 2° 02′ 30″ E / 41.691532°N,2.041689°E | bé cultural d'interès local                |                                    | Modifica les dades a Wikidata |
|        | Mas Oliveres                 | Sant Llorenç Savall | masia        | Estil: arquitectura popular 14th century                    | 41° 40′ 26″ N, 2° 02′ 08″ E / 41.673916°N,2.035463°E ca:Vall d'Horta 50 msnm                                                                                          | bé cultural d'interès local                | Les Oliveres (Sant Llorenç Savall) | Modifica les dades a Wikidata |
|        | Mas el Vilet                 | Sant Llorenç Savall | masia        |                                                             | 41° 42′ 33″ N, 2° 04′ 20″ E / 41.70917°N,2.07211°E ca:Seguir la pista que surt des de l'Armengol cap als cingles, o des de Salallasera.                               | bé integrant del patrimoni cultural català |                                    | Modifica les dades a Wikidata |
|        | Masia Comabella              | Sant Llorenç Savall | masia        | Estil: arquitectura popular                                 | 41° 41′ 01″ N, 2° 02′ 58″ E / 41.683563°N,2.049533°E | bé cultural d'interès local                |                                    | Modifica les dades a Wikidata |
|        | Masia Pont Ferrer            | Sant Llorenç Savall | masia        | Estil: arquitectura popular 14th century                    | 41° 40′ 53″ N, 2° 03′ 21″ E / 41.681335°N,2.055729°E ca:Ctra. de Castellar del Vallès a Sant Llorenç, km 17,3, camí a la casa 475 msnm                                | bé cultural d'interès local                | Ponçferrer                         | Modifica les dades a Wikidata |
|        | Masia de Mossèn Enric d'Ossó | Sant Llorenç Savall | masia        |                                                             | 41° 40′ 28″ N, 2° 03′ 49″ E / 41.6744025000051°N,2.06365892551602°E                                                                                                   |                                            |                                    | Modifica les dades a Wikidata |
|        | Pregona                      | Sant Llorenç Savall | masia        | Estil: arquitectura modernista                              | 41° 41′ 18″ N, 2° 00′ 57″ E / 41.688215°N,2.015832°E | bé cultural d'interès local                |                                    | Modifica les dades a Wikidata |
|        | Saladelafont                 | Sant Llorenç Savall | masia        | Estil: arquitectura popular                                 | 41° 41′ 40″ N, 2° 01′ 57″ E / 41.6944°N,2.0324°E 618 msnm | bé cultural d'interès local                |                                    | Modifica les dades a Wikidata |
|        | Salallacera                  | Sant Llorenç Savall | masia        | Estil: arquitectura popular                                 | 41° 42′ 16″ N, 2° 04′ 37″ E / 41.704385°N,2.076966°E 645 msnm | bé cultural d'interès local                |                                    | Modifica les dades a Wikidata |
|        | Torre del Pa Robat           | Sant Llorenç Savall | masia        |                                                             | 41° 40′ 39″ N, 2° 03′ 24″ E / 41.677371625464°N,2.05665975894732°E |                                            |                                    | Modifica les dades a Wikidata |
|        | Vilaterçana                  | Sant Llorenç Savall | masia        |                                                             | 41° 41′ 54″ N, 2° 03′ 08″ E / 41.69836111°N,2.05216333°E 642.7 msnm                                                                                                   |                                            |                                    | Modifica les dades a Wikidata |
|        | el Dalmau                    | Sant Llorenç Savall | masia        |                                                             | 41° 39′ 26″ N, 2° 01′ 56″ E / 41.657116°N,2.032354°E ca:Quintana del Dalmau (accés pel camí del Daví)                                                                 |                                            | El Dalmau                          | Modifica les dades a Wikidata |
|        | el Daví                      | Sant Llorenç Savall | masia        | Estil: arquitectura popular 12nd century                    | 41° 39′ 37″ N, 2° 01′ 47″ E / 41.660178°N,2.029604°E ca:Al fons de la vall de Mur, vora el torrent del Daví 553 msnm                                                  | bé cultural d'interès local                | El Daví                            | Modifica les dades a Wikidata |
|        | el Galí                      | Sant Llorenç Savall | masia        | Estil: arquitectura popular                                 | 41° 42′ 33″ N, 2° 02′ 21″ E / 41.7093°N,2.03905°E ca:Per pista forestal des del pont del Galí, a la carretera de Sant Llorenç a Monistrol. 587.4 msnm                 | bé cultural d'interès local                |                                    | Modifica les dades a Wikidata |
|        | el Marquet de les Roques     | Sant Llorenç Savall | masia        | Arquitecte: Juli Batllevell i Arús Estil: modernisme català | 41° 40′ 39″ N, 2° 01′ 12″ E / 41.677506°N,2.020106°E ca:Vall d'Horta (accés pel camí del Marquet de les Roques)                                                       | bé cultural d'interès local                | El Marquet de les Roques           | Modifica les dades a Wikidata |
|        | el Rossinyol                 | Sant Llorenç Savall | masia        |                                                             | 41° 40′ 07″ N, 2° 02′ 30″ E / 41.6687450002519°N,2.04167407782465°E 480 msnm                                                                                          |                                            | El Rossinyol (Sant Llorenç Savall) | Modifica les dades a Wikidata |
|        | el Vinardell                 | Sant Llorenç Savall | masia        |                                                             | 41° 41′ 45″ N, 2° 04′ 40″ E / 41.6957995260007°N,2.07768547116049°E                                                                                                   |                                            |                                    | Modifica les dades a Wikidata |
|        | l'Ermengol                   | Sant Llorenç Savall | masia        | Estil: arquitectura popular                                 | 41° 42′ 08″ N, 2° 03′ 38″ E / 41.702126°N,2.060437°E | bé cultural d'interès local                |                                    | Modifica les dades a Wikidata |
|        | la Busqueta                  | Sant Llorenç Savall | masia        | Estil: arquitectura popular                                 | 41° 40′ 20″ N, 2° 04′ 15″ E / 41.672281°N,2.07095°E ca:Des del carrer Ripoll, seguir la pista que pel torrent del Burc i el Mascarell arriba al mas.                  | bé cultural d'interès local                |                                    | Modifica les dades a Wikidata |
|        | la Muntada                   | Sant Llorenç Savall | masia        | Estil: arquitectura popular                                 | 41° 40′ 40″ N, 2° 01′ 51″ E / 41.677796°N,2.030948°E ca:Vall d'Horta (accés des del camí del Marquet de les Roques, o des del poble, pel camí de La Muntada) 515 msnm | bé cultural d'interès local                | La Muntada (Sant Llorenç Savall)   | Modifica les dades a Wikidata |
|        | la Roca                      | Sant Llorenç Savall | masia        | Estil: arquitectura popular 14th century                    | 41° 40′ 12″ N, 2° 02′ 35″ E / 41.670013°N,2.043088°E ca:Ctra. de Castellar del Vallès a Sant Llorenç, km 17,3, camí a la casa 470 msnm                                | bé cultural d'interès local                | La Roca (Sant Llorenç Savall)      | Modifica les dades a Wikidata |

## molí d'aigua
| imatge | Nom             | Ubicat a            | instància de | Detalls                     | coordenades | Protecció                                  | Commons (més fotos) | Dades a WD                    |
| ------ | --------------- | ------------------- | ------------ | --------------------------- | --- | ------------------------------------------ | ------------------- | ----------------------------- |
|        | Molí de l'Agell | Sant Llorenç Savall | molí d'aigua | Estil: arquitectura popular | 41° 40′ 11″ N, 2° 03′ 26″ E / 41.669683°N,2.057185°E ca:Esquerra del riu Ripoll 449 msnm                                                             | bé integrant del patrimoni cultural català | Molí de l'Agell     | Modifica les dades a Wikidata |
|        | Molí de la Roca | Sant Llorenç Savall | molí d'aigua | Estil: arquitectura popular | 41° 40′ 08″ N, 2° 02′ 37″ E / 41.66886°N,2.04374°E ca:Pel mateix camí de la Roca, el molí es troba uns metres abans del mas, vora la riera. 454 msnm | bé integrant del patrimoni cultural català |                     | Modifica les dades a Wikidata |

## muntanya
| imatge | Nom                      | Ubicat a                         | instància de | Detalls     | coordenades                                                             | Protecció | Commons (més fotos)     | Dades a WD                    |
| ------ | ------------------------ | -------------------------------- | ------------ | ----------- | ----------------------------------------------------------------------- | --------- | ----------------------- | ----------------------------- |
|        | Agulles de Finestrelles  | Sant Llorenç Savall              | muntanya     |             | 41° 40′ 50″ N, 2° 00′ 47″ E / 41.6805°N,2.01318°E 883 msnm              |           | Agulles de Finestrelles | Modifica les dades a Wikidata |
|        | Baiarols                 | Sant Llorenç Savall              | muntanya     |             | 41° 40′ 53″ N, 2° 02′ 19″ E / 41.6815°N,2.03872222°E 696.1 msnm         |           |                         | Modifica les dades a Wikidata |
|        | Pla de les Piràmides     | Sant Llorenç Savall              | muntanya     |             | 41° 40′ 30″ N, 2° 00′ 17″ E / 41.67504126619444°N,2.0046268766944446°E  |           |                         | Modifica les dades a Wikidata |
|        | Puig Rodó                | Sant Llorenç Savall              | muntanya     |             | 41° 39′ 24″ N, 2° 03′ 01″ E / 41.65672222°N,2.05030556°E 541.5 msnm     |           |                         | Modifica les dades a Wikidata |
|        | Roca Mur                 | Sant Llorenç Savall              | muntanya     |             | 41° 40′ 08″ N, 2° 01′ 27″ E / 41.66877778°N,2.02413889°E 791.2 msnm     |           |                         | Modifica les dades a Wikidata |
|        | Roca Sareny              | Mura Sant Llorenç Savall         | muntanya     | Llarg: 300m | 41° 41′ 40″ N, 2° 01′ 04″ E / 41.6945024649°N,2.01789428863°E 804 msnm  |           | Roca Sareny             | Modifica les dades a Wikidata |
|        | Serrat dels Tres Senyors | Mura Granera Sant Llorenç Savall | muntanya     |             | 41° 42′ 29″ N, 2° 01′ 21″ E / 41.708°N,2.02239°E 650 msnm               |           |                         | Modifica les dades a Wikidata |
|        | el Montcau               | Sant Llorenç Savall Mura         | muntanya     |             | 41° 40′ 30″ N, 2° 00′ 17″ E / 41.6750412662°N,2.00462687673°E 1057 msnm |           | El Montcau              | Modifica les dades a Wikidata |
|        | la Cadireta              | Sant Llorenç Savall              | muntanya     |             | 41° 39′ 24″ N, 2° 01′ 15″ E / 41.65672222°N,2.02075°E 743.3 msnm        |           |                         | Modifica les dades a Wikidata |

## nucli de població
| imatge | Nom         | Ubicat a            | instància de      | Detalls | coordenades                                                       | Protecció | Commons (més fotos) | Dades a WD                    |
| ------ | ----------- | ------------------- | ----------------- | ------- | ----------------------------------------------------------------- | --------- | ------------------- | ----------------------------- |
|        | Comabella   | Sant Llorenç Savall | nucli de població |         | 41° 41′ 01″ N, 2° 02′ 24″ E / 41.683654444196°N,2.0400650330539°E |           |                     | Modifica les dades a Wikidata |
|        | les Marines | Sant Llorenç Savall | nucli de població |         | 41° 39′ 53″ N, 2° 02′ 08″ E / 41.664701992926°N,2.0355419944396°E |           |                     | Modifica les dades a Wikidata |

## polígon industrial
| imatge | Nom                                         | Ubicat a            | instància de       | Detalls | coordenades                                                         | Protecció | Commons (més fotos) | Dades a WD                    |
| ------ | ------------------------------------------- | ------------------- | ------------------ | ------- | ------------------------------------------------------------------- | --------- | ------------------- | ----------------------------- |
|        | Polígon industrial Les Conques (Zona Vapor) | Sant Llorenç Savall | polígon industrial |         | 41° 41′ 01″ N, 2° 03′ 23″ E / 41.6836568879567°N,2.05645981741677°E |           |                     | Modifica les dades a Wikidata |
|        | Polígon industrial Ponsferrer               | Sant Llorenç Savall | polígon industrial |         | 41° 40′ 49″ N, 2° 03′ 16″ E / 41.6802277400999°N,2.05457556856706°E |           |                     | Modifica les dades a Wikidata |
|        | Polígon industrial del Ripoll               | Sant Llorenç Savall | polígon industrial |         | 41° 40′ 28″ N, 2° 03′ 28″ E / 41.6745264917485°N,2.05789064360878°E |           |                     | Modifica les dades a Wikidata |

## pont
| imatge | Nom                      | Ubicat a            | instància de           | Detalls                                                                       | coordenades | Protecció                                  | Commons (més fotos) | Dades a WD                    |
| ------ | ------------------------ | ------------------- | ---------------------- | ----------------------------------------------------------------------------- | --- | ------------------------------------------ | ------------------- | ----------------------------- |
|        | Pont de la Font del Llor | Sant Llorenç Savall | pont                   |                                                                               | 41° 40′ 35″ N, 2° 01′ 03″ E / 41.676304102146°N,2.01740213590447°E                                                                                       |                                            |                     | Modifica les dades a Wikidata |
|        | Pont de la Roca          | Sant Llorenç Savall | pont pont de carretera | Estil: arquitectura popular Travessa: Ripoll Hi passa: B-124 Estat: bon estat | 41° 40′ 01″ N, 2° 02′ 50″ E / 41.666898°N,2.047317°E | bé integrant del patrimoni cultural català |                     | Modifica les dades a Wikidata |
|        | Pont de la Roca          | Sant Llorenç Savall | pont                   | Estat: bon estat Llum: 1.5m Ample: 2m                                         | 41° 40′ 06″ N, 2° 02′ 38″ E / 41.66822°N,2.04389°E ca:Entre el molí de la Roca i el primer aparcament de la vall d'Horta, damunt la resclosa de la Roca. |                                            |                     | Modifica les dades a Wikidata |
|        | Pont de la Sala          | Sant Llorenç Savall | pont                   | Travessa: torrent de la Sala Hi passa: B-124                                  | 41° 42′ 02″ N, 2° 02′ 26″ E / 41.7006032637719°N,2.04064834447584°E                                                                                      |                                            |                     | Modifica les dades a Wikidata |
|        | Pont de la Vila          | Sant Llorenç Savall | pont                   | 1867 19th century Travessa: Ripoll Estat: bon estat                           | 41° 40′ 41″ N, 2° 03′ 27″ E / 41.67818°N,2.05757°E ca:A l'entrada del poble, salvant el riu Ripoll (Ctra BP-1241 Km 19).                                 |                                            |                     | Modifica les dades a Wikidata |
|        | Pont del Bosc Negre      | Sant Llorenç Savall | pont                   | Hi passa: B-124                                                               | 41° 42′ 16″ N, 2° 01′ 50″ E / 41.7045261499948°N,2.03049399804967°E                                                                                      |                                            |                     | Modifica les dades a Wikidata |
|        | Pont del Galí            | Sant Llorenç Savall | pont                   | Hi passa: B-124                                                               | 41° 42′ 07″ N, 2° 02′ 21″ E / 41.7020128369418°N,2.03902891557041°E                                                                                      |                                            |                     | Modifica les dades a Wikidata |

## roca
| imatge | Nom                | Ubicat a            | instància de | Detalls | coordenades | Protecció | Commons (més fotos) | Dades a WD                    |
| ------ | ------------------ | ------------------- | ------------ | ------- | --- | --------- | ------------------- | ----------------------------- |
|        | Queixal Corcat     | Sant Llorenç Savall | roca         |         | 41° 40′ 58″ N, 2° 00′ 44″ E / 41.68288888888889°N,2.012111111111111°E                                          |           |                     | Modifica les dades a Wikidata |
|        | Roca Encavalcada   | Sant Llorenç Savall | roca         |         | 41° 40′ 03″ N, 2° 00′ 52″ E / 41.6673776°N,2.0143763°E Parc Natural de Sant Llorenç del Munt i l'Obac 940 msnm |           |                     | Modifica les dades a Wikidata |
|        | Ulls de l'Abadessa | Sant Llorenç Savall | roca         |         | vall d'Horta                                                                                                   |           |                     | Modifica les dades a Wikidata |

## serra
| imatge | Nom                     | Ubicat a                                                                      | instància de | Detalls | coordenades                                                            | Protecció             | Commons (més fotos)   | Dades a WD                    |
| ------ | ----------------------- | ----------------------------------------------------------------------------- | ------------ | ------- | ---------------------------------------------------------------------- | --------------------- | --------------------- | ----------------------------- |
|        | Carena del Vinardell    | Sant Llorenç Savall                                                           | serra        |         | 41° 41′ 31″ N, 2° 04′ 51″ E / 41.69183333°N,2.08077778°E 743.5 msnm    |                       |                       | Modifica les dades a Wikidata |
|        | Sant Llorenç del Munt   | Sant Llorenç Savall Mura Matadepera Vacarisses Castellar del Vallès Rellinars | serra        |         | 41° 38′ 38″ N, 2° 01′ 23″ E / 41.643778°N,2.023045°E                   | bé d'interès cultural | Sant Llorenç del Munt | Modifica les dades a Wikidata |
|        | els Emprius             | Mura Sant Llorenç Savall                                                      | serra        |         | 41° 41′ 00″ N, 2° 00′ 41″ E / 41.68333333333333°N,2.01125°E 883.3 msnm |                       | Els Emprius (Mura)    | Modifica les dades a Wikidata |
|        | serra de la Codina      | Gallifa Sant Llorenç Savall                                                   | serra        |         | 41° 40′ 41″ N, 2° 05′ 37″ E / 41.6781°N,2.09353°E 666.5 msnm           |                       |                       | Modifica les dades a Wikidata |
|        | serrat de Costabarrassa | Gallifa Sant Llorenç Savall                                                   | serra        |         | 41° 41′ 41″ N, 2° 05′ 27″ E / 41.6947°N,2.09086°E 771.4 msnm           |                       |                       | Modifica les dades a Wikidata |

## Misc
| imatge | Nom                                      | Ubicat a                                                                                    | instància de                                                                   | Detalls                           | coordenades | Protecció                                  | Commons (més fotos)               | Dades a WD                    |
| ------ | ---------------------------------------- | ------------------------------------------------------------------------------------------- | ------------------------------------------------------------------------------ | --------------------------------- | --- | ------------------------------------------ | --------------------------------- | ----------------------------- |
|        | Agulla Petita                            | Sant Llorenç Savall                                                                         | cim                                                                            |                                   | 41° 40′ 05″ N, 2° 00′ 53″ E / 41.6679415°N,2.0148266°E Les Fogueroses 925.8 msnm                                                |                                            |                                   | Modifica les dades a Wikidata |
|        | B-124                                    | Sabadell Castellar del Vallès Sant Llorenç Savall Granera Mura Monistrol de Calders Calders | carretera                                                                      |                                   | 41° 33′ 07″ N, 2° 06′ 23″ E / 41.552°N,2.10625°E                                                                                |                                            |                                   | Modifica les dades a Wikidata |
|        | Balma d'Ambesa                           | Sant Llorenç Savall                                                                         | abric rocós                                                                    |                                   | 41° 40′ 11″ N, 2° 03′ 11″ E / 41.6695860843194°N,2.05295343339214°E                                                             |                                            |                                   | Modifica les dades a Wikidata |
|        | Espai natural de Gallifa                 | Gallifa Sant Llorenç Savall Granera Castellterçol Sant Quirze Safaja Sant Feliu de Codines  | àrea protegida                                                                 |                                   | 41° 41′ 51″ N, 2° 07′ 25″ E / 41.697611111111°N,2.1235833333333°E                                                               |                                            | Parc de Gallifa                   | Modifica les dades a Wikidata |
|        | Montcau                                  | Sant Llorenç Savall                                                                         | vèrtex geodèsic                                                                | Alt: 1.2m                         | 41° 40′ 30″ N, 2° 00′ 17″ E / 41.674947°N,2.004648°E 1056.16 msnm                                                               |                                            |                                   | Modifica les dades a Wikidata |
|        | Plaça Major                              | Sant Llorenç Savall                                                                         | plaça                                                                          |                                   | 41° 40′ 43″ N, 2° 03′ 30″ E / 41.678644444444°N,2.0582305555556°E ca:La plaça major es troba al centre del nucli urbà. 467 msnm | bé cultural d'interès local                | Plaça Major (Sant Llorenç Savall) | Modifica les dades a Wikidata |
|        | Sant Llorenç Savall                      | Sant Llorenç Savall                                                                         | entitat singular de població capital municipal ens local històric de Catalunya | 2580 hab                          | 41° 40′ 47″ N, 2° 03′ 25″ E / 41.67981316°N,2.05697421°E 462 msnm                                                               |                                            |                                   | Modifica les dades a Wikidata |
|        | avenc del Daví                           | Sant Llorenç Savall                                                                         | avenc                                                                          | Profunditat: 65m                  | 41° 39′ 34″ N, 2° 00′ 57″ E / 41.6594837°N,2.0158563°E                                                                          |                                            |                                   | Modifica les dades a Wikidata |
|        | camí de Sant Llorenç Savall a Granera    | Granera Sant Llorenç Savall                                                                 | camí                                                                           | Llarg: 9.5km                      | 41° 41′ 09″ N, 2° 03′ 27″ E / 41.685825°N,2.057505°E 41° 43′ 32″ N, 2° 03′ 42″ E / 41.725678°N,2.061588°E                       |                                            |                                   | Modifica les dades a Wikidata |
|        | casa consistorial de Sant Llorenç Savall | Sant Llorenç Savall                                                                         | casa consistorial                                                              |                                   | 41° 40′ 50″ N, 2° 03′ 28″ E / 41.6804954°N,2.057658°E                                                                           |                                            |                                   | Modifica les dades a Wikidata |
|        | dolmen de Roca Sareny                    | Sant Llorenç Savall                                                                         | dolmen                                                                         | Llarg: 1.5m Ample: 0.6m Alt: 0.5m | 41° 41′ 37″ N, 2° 01′ 06″ E / 41.693647222222225°N,2.0184444444444445°E Roca Sareny 760 msnm                                    |                                            |                                   | Modifica les dades a Wikidata |
|        | forn de calç del Pi Bonic                | Sant Llorenç Savall                                                                         | forn de calç                                                                   | Estil: arquitectura popular       | | bé integrant del patrimoni cultural català |                                   | Modifica les dades a Wikidata |
|        | la Morella                               | Sant Llorenç Savall                                                                         | monòlit penyal                                                                 |                                   | 41° 39′ 42″ N, 2° 01′ 16″ E / 41.6616°N,2.021138888888889°E 903.1 msnm                                                          |                                            | La Morella (Sant Llorenç Savall)  | Modifica les dades a Wikidata |